# Tarenflurbil
Tarenflurbil  o R -flurbiprofene è una molecola appartenente alla classe dei farmaci antinfiammatori non steroidei (FANS). La molecola è l'enantiomero del composto racemo flurbiprofene, anch'esso appartenente ai FANS. Il farmaco è stato per anni oggetto di ricerca e studio da parte della società farmaceutica Myriad Genetics, una compagnia di diagnostica molecolare con sede negli Stati Uniti d'America e precisamente a Salt Lake City, Utah. Il farmaco, a dispetto della classe farmacologica di appartenenza (FANS), fu studiato per verificarne un possibile ruolo nel trattamento della malattia di Alzheimer. Gli studi clinici furono interrotti quando si trovavano nella fase III (test finali) allorché Myriad Genetics annunciò, nel 2008, che la società non intendeva ulteriormente investire nello sviluppo e test del composto.

## Farmacodinamica
L'uso a lungo termine di farmaci anti-infiammatori non steroidei (FANS) è associato ad una ridotta incidenza di malattia di Alzheimer (AD). 
Alle concentrazioni terapeutiche oggetto di studio, tarenflurbil è praticamente priva di qualsiasi azione anti-infiammatoria, e non è in grado di inibire né la ciclossigenasi 1 (COX-1) né la cicloossigenasi 2 (COX-2). Infatti solo l' S-enantiomero agisce inibendo le COX, mentre gli R-enantiomeri sono praticamente privi di tale effetto. Tarenflurbil (R-flurbiprofene) nell'organismo è convertito in S-flurbiprofene solo in minima parte (circa l'1,5%). Nonostante l'azione praticamente nulla sulla cicloossigenasi è stato dimostrato che tarenflurbil riduce la secrezione di amiloide beta 42, la molecola di amiloide "tossica", favorendo la formazione di frammenti di beta amiloide più brevi, come ad esempio la beta-amiloide 38 e la beta-amiloide 40. Questa azione anti amiloide beta 42 è stata dimostrata sia in colture cellulari che in modelli animali.
Tarenflurbil sembra in grado di modificare il processamento della proteina precursore dell'amiloide (APP) avendo come target il complesso enzimatico gamma-secretasi.
Poiché la beta amiloide rappresenta la componente principale delle placche di amiloide nella malattia di Alzheimer, è comprensibile come tarenflurbil abbia destato un grande interesse come possibile agente terapeutico causale nei soggetti affetti da Alzheimer, ponendosi come capostipite di una nuova classe di farmaci, gli agenti selettivi che abbassano l'amiloide (selective amyloid-lowering agent - SALA).
Secondo l'ipotesi amiloide, la teoria meccanicistica prevalente nella malattia di Alzheimer, sarebbe infatti uno squilibrio nella produzione o nella clearance di beta amiloide (Abeta) a tradursi in accumulo di Abeta amiloide, il quale a sua volta innescherebbe una cascata di eventi che portano alla neurodegenerazione ed alla demenza.